# 克萨韦里夫卡 (亚库申齐市镇)
49°15′50″N 28°17′59″E / 49.26389°N 28.29972°E
克薩韋里夫卡（烏克蘭語：Ксаверівка）是烏克蘭西部文尼察州文尼察區亞庫申齊市鎮的[[村#烏克蘭|村莊】】，面積1.1平方公里，海拔高度269米，2001年人口636，人口密度每平方公里579.76人。